# Dariq Whitehead
Dariq Miller-Whitehead  (Newark, Nueva Jersey; 1 de agosto de 2004) es un baloncestista estadounidense que pertenece a la plantilla de los Brooklyn Nets de la NBA, asignado actualmente a los Long Island Nets de la G League. Con 1,98 metros de estatura, juega en la posición de alero.

## Trayectoria deportiva

### Instituto
Su etapa de instituto transcurrió en la Montverde Academy de Montverde (Florida). Ganó el premio Naismith Prep Player of the Year en su último año, en 2022. Fue seleccionado para jugar en el McDonald's All-American Game de ese mismo año, donde fue nombrado MVP del partido, tras lograr 13 puntos, siete rebotes y siete asistencias.

### Universidad
Jugó una temporada con los Blue Devils de la Universidad de Duke, en la que promedió 8,3 puntos, 2,4 rebotes y 1,0 asistencias por partido. Al término de esa temporada se declaró elegible para el draft de la NBA, renunciando al resto de su carrera universitaria.

#### Estadísticas
| Año     | Equipo | PJ | PT | MPP  | %TC  | %3P  | %TL  | RPP | APP | ROB | TPP | PPP |
| ------- | ------ | -- | -- | ---- | ---- | ---- | ---- | --- | --- | --- | --- | --- |
| 2022–23 | Duke   | 26 | 6  | 20.1 | .408 | .411 | .885 | 2.4 | 1.0 | .8  | .2  | 8.1 |
| Total   | Total  | 26 | 6  | 20.1 | .408 | .411 | .885 | 2.4 | 1.0 | .8  | .2  | 8.1 |

### Profesional
Fue elegido en la vigesimosegunda posición del Draft de la NBA de 2023 por Brooklyn Nets.

## Estadísticas de su carrera en la NBA

### Temporada regular
| Año     | Equipo   | PJ | PT | MPP  | %TC  | %3P  | %TL  | RPP | APP | ROB | TPP | PPP |
| ------- | -------- | -- | -- | ---- | ---- | ---- | ---- | --- | --- | --- | --- | --- |
| 2023-24 | Brooklyn | 2  | 0  | 12.0 | .200 | .000 | .500 | 2.0 | 1.5 | .0  | .5  | 1.5 |
| 2024-25 | Brooklyn | 20 | 0  | 12.3 | .406 | .446 | .600 | 1.5 | .6  | .3  | .1  | 5.7 |
| Total   | Total    | 22 | 0  | 12.3 | .396 | .429 | .571 | 1.5 | 37  | .3  | .1  | 5.3 |